# Cladobotryum soroaense
Cladobotryum soroaense är en svampart som beskrevs av R.F. Castañeda 1986. Cladobotryum soroaense ingår i släktet Cladobotryum och familjen Hypocreaceae.   Inga underarter finns listade i Catalogue of Life.